# Cube magnétique
 (octobre 2011).
Si vous disposez d'ouvrages ou d'articles de référence ou si vous connaissez des sites web de qualité traitant du thème abordé ici, merci de compléter l'article en donnant les références utiles à sa vérifiabilité et en les liant à la section « Notes et références ».

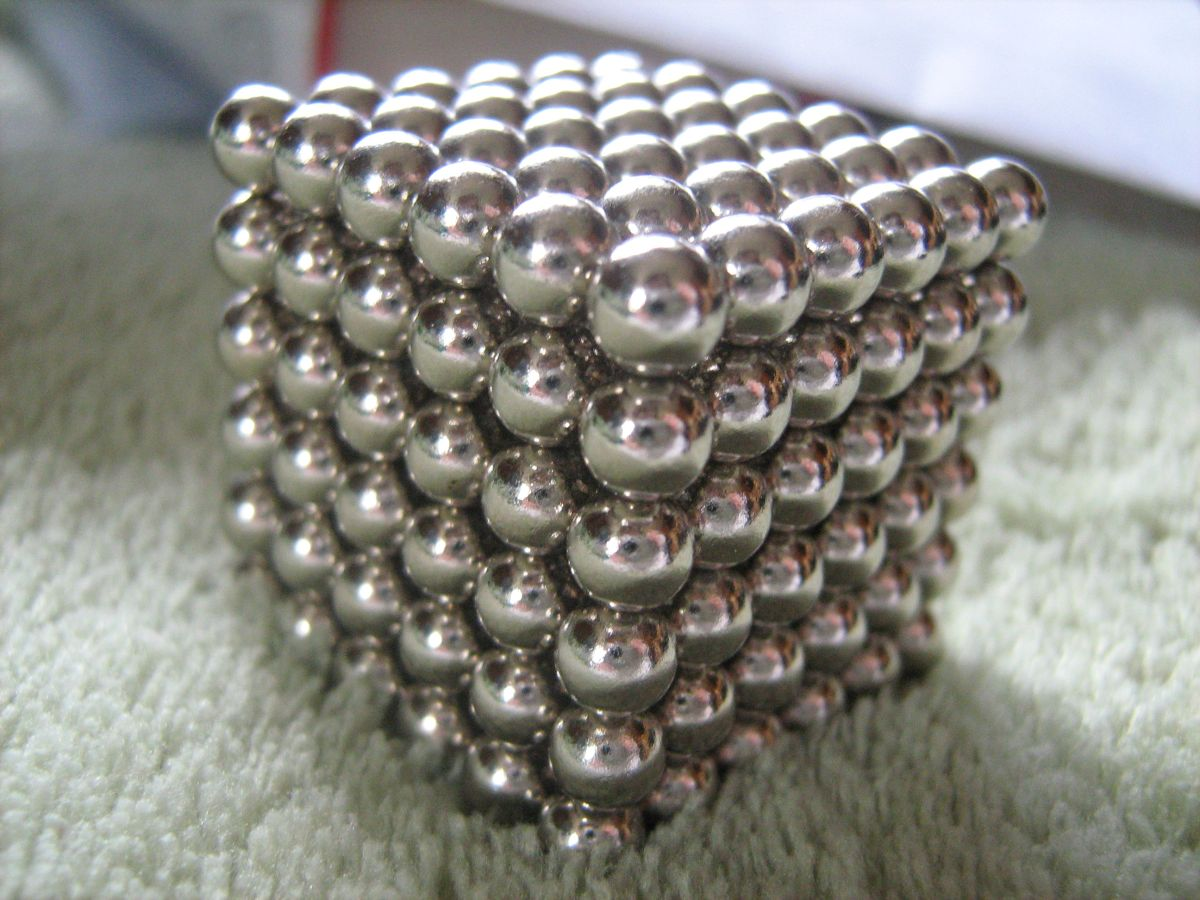
Un Neocube construit sous la forme d'un cube.

Les cubes magnétiques sont des ensembles de 216 billes aimantées (généralement colorées) constituées d'un alliage de néodyme généralement d'un diamètre de 5 mm, mais des variations de tailles existent allant de 2,5 à 7 mm. Il existe également des modèles avec 512 billes et 1000 billes ainsi que des versions photochromiques et fluorescentes.
Plusieurs appellations existent en fonction des marques qui le distribuent. Mais la plupart s'accordent à les décrire comme des « puzzles magnétiques », même s'ils se rapprochent plus du jeu de constructions ou des casse-têtes anti-stress.
Le champ magnétique bipolaire des billes de néodyme leur confère une tendance à s'assembler sous forme de « filaments » qui peuvent eux-mêmes former des figures plus complexes.

## Sécurité et interdictions de vente
À la suite d'un accident mettant en cause l'ingestion de plusieurs billes par des enfants, le jeu a provoqué une controverse, conduisant à son interdiction dans certaines parties du monde. Ainsi, les ventes de cubes magnétiques sont interdites aux États-Unis (où sont également interdit les Kinders surprises) et au Canada depuis 2012. La Nouvelle-Zélande, quant à elle, interdit la vente du jeu depuis le 24 janvier 2013. La manipulation irresponsable de ces aimants a été la cause première de ces incidents. 